# Avernes (gemeente)
Avernes is een gemeente in Frankrijk, departement Val-d'Oise, arrondissement Pontoise. Het ligt in het  parc naturel régional du Vexin français.
Het drasland om Avernes was in de 9e eeuw een toevluchtsoord voor de bevolking van de omgeving, die door de Vikingen werd geteisterd. Catharina de' Medici gaf er in 1563 toestemming voor om in Avernes en in Limay een protestantse kerk te bouwen. Het werd daardoor tot het Edict van Nantes een belangrijke plaats voor de protestantse bevolking om hun diensten te vieren.
Avernes maakte deel uit van het kanton Vigny totdat dit op 22 maart 2015 werd opgeheven en de gemeente werd opgenomen in het op die dag gevormde kanton Vauréal, net als de aangrenzende gemeente Gadancourt die op 1 januari 2018 werd opgenomen in de gemeente. Hiermee verkreeg Avernes de status van commune nouvelle.

## Kaart
De onderstaande kaart toont de ligging van Avernes (gemeente) met de belangrijkste infrastructuur en aangrenzende gemeenten.

## Demografie
Onderstaande figuur toont het verloop van het inwonertal, bron: INSEE-tellingen. 

## Opnamen van meerdereX (Franse films)bij Avernes in 1975[2]
In en rond Le Moulin des Champs, 95450 Avernes zijn verschillende films opgenomen. Daaronder: 
"Les week-ends d'un couple pervers" (70 min) “Introductions” (original FranceTitel) 83 min. 11.03.1976 Visa de Controle № 44662. RELEASE DATE: 07.04.1976 
“2 Suédoises à Paris” “Pornographie Suedoise” (original FranceTitel) 66 min. 09.03.1976 Visa de Controle № 44766. RELEASE DATE: 11.08.1976 
“The Nibblers” “Parties raides” (original FranceTitel) 86 min. 01.12.1976 Visa de Controle № 46338. RELEASE DATE: 01.12.1976 
“Couple débutant cherche couple initié” (original FranceTitel) 75 min. 22.12.1976 Visa de Controle № 46419. RELEASE DATE: 15.12.1976 
“La nymphomane perverse” (original FranceTitel) 80 min. 27.12.1976 Visa de Controle № 46421. RELEASE DATE: 26.01.1977 
“La Comtesse porno” “La Marquise von Porno” (original FranceTitel) 75 min. 27.01.1977 Visa de Controle № 46420. RELEASE DATE: 19.01.1977 
“Les Plaisirs fous” “Confessions Perverses“ 88 min. 08.07.1977 Visa de Controle № 46782. RELEASE DATE: 20.07.1977 
“Sex Roulette, Game of Pleasure” Copyright Hamburg 1977 “Langues cochonnes“ (original FranceTitel) 88 min. 11.08.1978 Visa de Controle № 48145. RELEASE DATE in Frankrijk: 01.11.1978; 
“Le Sexe à la bouche” (original FranceTitel) 89 min. 07.09.1977 Visa de Controle № 47069. RELEASE DATE: 31.08.1977 

## Websites
- (fr)  Statistische informatie op de website van INSEE